# Chixtontic
Chixtontic är en ort i Mexiko.   Den ligger i kommunen Tenejapa och delstaten Chiapas, i den sydöstra delen av landet, 800 km öster om huvudstaden Mexico City. Chixtontic ligger 1 410 meter över havet och antalet invånare är 1 512.
Terrängen runt Chixtontic är kuperad åt sydväst, men åt nordost är den bergig. Runt Chixtontic är det tätbefolkat, med 319 invånare per kvadratkilometer. Närmaste större samhälle är Cancuc, 3,9 km nordväst om Chixtontic. I omgivningarna runt Chixtontic växer i huvudsak städsegrön lövskog.